# 練り
練り（ねり）もしくはお練り（おねり）とは、
1. 神事の奉納や観衆への披露のため祭礼の神輿や山車を移動する事。祭礼中の移動時は「市中を練り廻す」「参道を練り歩く」と言う。
2. 伝統芸能において、役者等が一定の距離を関係者らと行列して歩く（あるいは船で航行する）事。興行を前提とし、目的は襲名披露や公演の宣伝など。この場合は、「お練り」の用法が一般的。